# 细梗千里光
细梗千里光（学名：Senecio krascheninnikovii）是菊科千里光属的植物。分布在印度、巴基斯坦、阿富汗、哈萨克斯坦以及中国大陆的新疆、青海、西藏等地，生长于海拔1,780米至3,900米的地区，常生长在多砂砾山坡和砂地，目前尚未由人工引种栽培。

## 异名
- Senecio ramosa Wall. ex DC.